# Chorley F.C.
Câu lạc bộ bóng đá Chorley là một câu lạc bộ bóng đá có trụ sở tại Chorley, Lancashire, Anh. Đội hiện đang thi đấu tại National League North, cấp độ thứ 6 của bóng đá Anh, và chơi các trận đấu trên sân nhà tại Victory Park.
Câu lạc bộ được thành lập như một câu lạc bộ rugby union vào năm 1875 nhưng chuyển sang bóng đá vào năm 1883. Đội đã lọt vào vòng Hai Cúp FA hai lần, ở mùa giải 1986-87 và 1990-91. Thành tích tốt nhất của họ tại FA Trophy là vào mùa giải 1995-96 khi lọt vào bán kết.
Màu sân nhà của câu lạc bộ là sọc đen và trắng, do đó có biệt danh là The Magpies.
Mới đây, Chorley đã tạo nên lịch sử khi đánh bại đội bóng thi đấu ở Championship Derby County F.C. 2-0 ở vòng 3 Cúp FA mùa giải 2020-21.

## Lịch sử

### Thế kỉ 19

Archibald Pinnell, thủ môn của Chorley thập niên 1890.

Câu lạc bộ bóng đá Chorley được thành lập vào năm 1883 sau khi chuyển từ rugby sang bóng đá. Năm 1875, Câu lạc bộ bóng đá Chorley bắt đầu một phần như là đứa con tinh thần của một Thiếu tá John Lawrence, một cầu thủ của Wigan, người đã hình thành ý tưởng một năm trước đó. Lễ khánh thành diễn ra vào ngày 15 tháng 10 tại Anchor Inn hiện đã bị phá dỡ ở Market Street, Chorley. Tại buổi họp mặt đó, Thiếu tá Lawrence được bầu làm đội trưởng đầu tiên của câu lạc bộ. Henry Hibbert, người đã trở thành một trong những nhân vật nổi tiếng nhất từng có liên hệ với thị trấn với tư cách là Thành viên Quốc hội cho Chorley, đã đảm nhận vai trò thư ký. James Lawrence trở thành thủ quỹ câu lạc bộ.
Sau khi chơi rugby được bảy năm, Chorley bị áp lực buộc phải chuyển sang chơi bóng đá, và vào năm 1883, việc chuyển đổi đã được thực hiện.
Chorley gia nhập Lancashire Junior League vào năm 1889, và năm sau đó trở thành thành viên của Lancashire Alliance, một giải đấu mà đội đã lên ngôi vô địch mùa giải 1892-93 và á quân mùa giải 1893-94. Năm 1894 Chorley gia nhập Lancashire League, trở thành nhà vô địch hai lần vào các mùa giải 1896-97 và 1898-99..
Lancashire Junior Cup đến với Chorley vào năm 1894, chín năm sau khi giải cúp được tổ chức, và chức vô địch đó là chức vô địch đầu tiên trong số những thành công kỷ lục của Magpies. Họ đánh bại Clitheroe 3-2 trong trận chung kết diễn lại tại Ewood Park, Blackburn sau trận hòa 2-2. Chorley chia tay Lancashire Alliance vào cuối mùa giải 1893-94 và gia nhập Lancashire League, giành chức vô địch năm 1896-97 cũng chứng kiến họ bán cựu tiền đạo Bolton Wanderers Jack Lyden cho Wolverhampton Wanderers với giá 100 bảng (khoảng 6.000 bảng bằng tiền ngày nay), một khoản phí đáng kể đối với một cầu thủ non-league nếu xét rằng đây là tám năm trước thương vụ chuyển nhượng 1.000 bảng đầu tiên.
Chorley đã giành được một chức vô địch khác vào mùa giải 1898-99, nhưng bị che khuất bởi thông báo rời khỏi Dole Lane Ground, và sự mất mát của đội trưởng Johnny Parker, người đã bị gãy chân. Vào tháng 5 năm 1899 Chorley nộp đơn xin gia nhập Football League Second Division, đứng thứ sáu trong cuộc bỏ phiếu, với hai người đứng đầu được bầu chọn.

### Thế kỉ 20

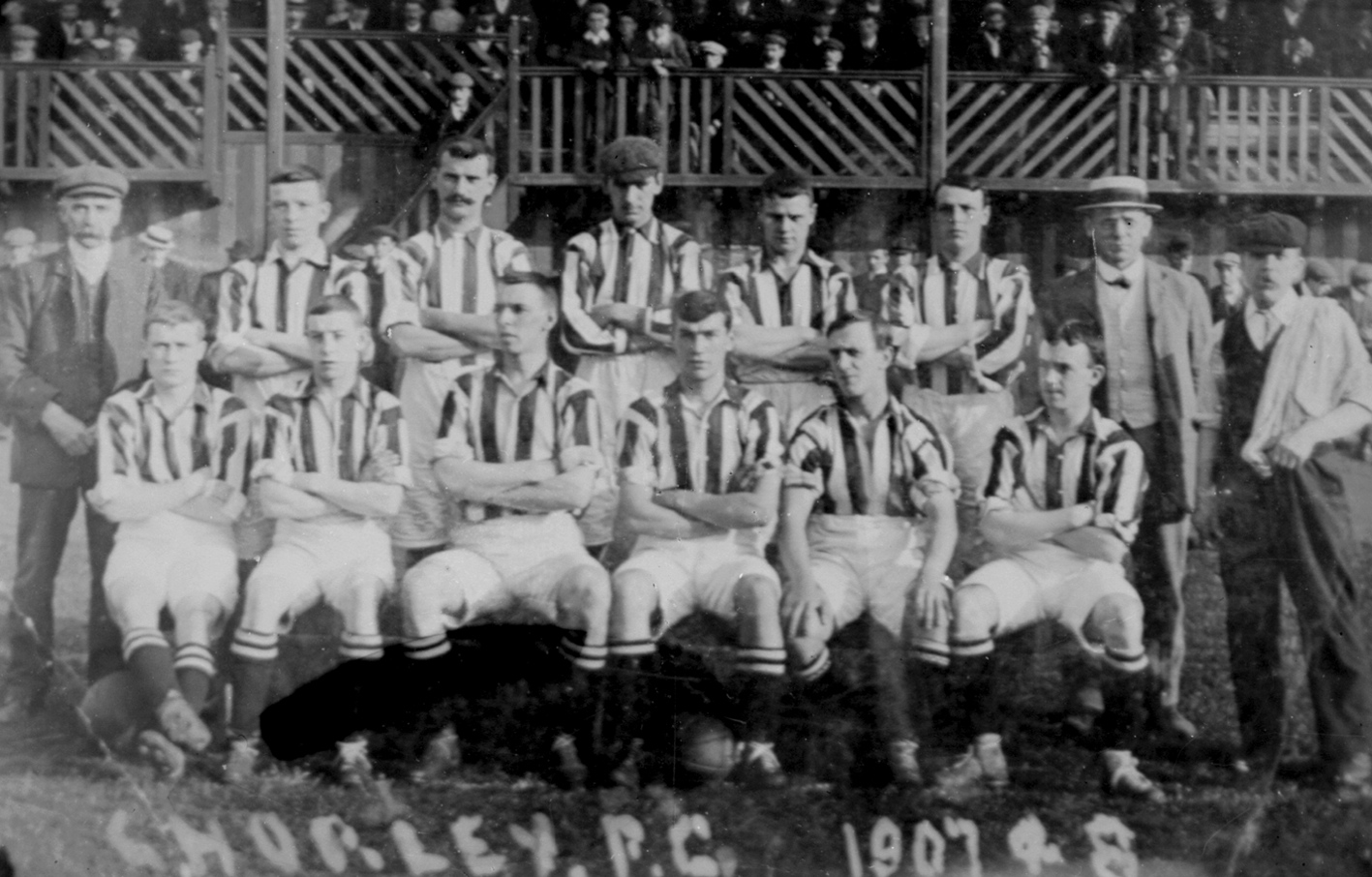
Đội hình Chorley mùa giải 1907-08.

Đội hình Chorley vô địch Lancashire Combination 1923.

Tháng 9 năm 1901 chứng kiến Chorley chuyển đến Rangletts Ground, chiếm cả khán đài và kho tích trữ, và năm 1903 chứng kiến Lancashire League được tái cấu trúc thành Lancashire Combination, được mở rộng quy mô để bao gồm hai hạng đấu, A và B, với việc Chorley chơi trong Combination B Division. Cuộc sống tại Rangletts Ground rất ngắn ngủi, Chorley bị đuổi khỏi nhà vào năm 1904, và chuyển đến St. George's Park gần đó. Mùa giải 1904-05 chứng kiến Chorley cán đích ở vị trí cao nhất - thứ năm - trong sáu năm..
Chorley trải qua mùa giải tồi tệ nhất của họ vào năm 1914-15, xếp cuối giải đấu, nhưng sự bùng nổ của Chiến tranh thế giới thứ nhất đã cứu họ khỏi bị xuống hạng, vì Combination, như Football League, đã hủy bỏ giải vào năm 1915. Trong chiến tranh Chorley tham gia Northern Division nhưng do khó khăn trong việc nuôi dưỡng một đội bóng nên họ đã bị giải tán sớm vào năm 1916. Chorley không có đội trong hai mùa giải tiếp theo, nhưng vào tháng 8 năm 1918 đã thành lập một đội để thi đấu giao hữu. Sau khi thành lập lại Combination S. Heaton trở thành chủ tịch câu lạc bộ, Charlie Holgate là thư ký, và T.J. "Dod" Gaskell thủ quỹ.
Chorley đã thay thế vị trí của họ trong Combination được sắp xếp lại (hiện chỉ có một hạng đấu) với những gì được chứng minh là một trong những đội tốt nhất từ trước đến nay của họ. Những năm 1920 mang lại một cụm từ vinh quang và đội bóng là một trong những danh hiệu trong mười mùa giải liên tiếp. Nhưng sự khởi đầu của một kỷ nguyên này trùng với sự kết thúc của một kỷ nguyên khác. Chỉ 14 năm sau khi chơi trận đầu tiên trên sân nhà tại St. Georges Park, Chorley tuyên bố vào tháng 8 năm 1919 rằng đội đã có được một sân mới. Nó được đưa vào sử dụng vào năm sau và là một ngôi nhà thực sự lâu dài. Sân vận động, nằm ở Duke Street và liền kề Rangletts Recreation Ground, một căn cứ cũ của Magpie, được đặt tên là Victory Park để tưởng niệm sự kết thúc của chiến tranh.
Chorley đã không đạt được thành công đáng chú ý ở bất kỳ giải đấu nào cho đến mùa giải 1919-20 khi lên ngôi vô địch Lancashire Combination First Division, giải đấu mà họ đã vô địch tổng cộng 11 lần từ năm 1919 đến năm 1964.
Vào năm 1968-69 Chorley là một trong những thành viên sáng lập của Northern Premier League, rời đi vào cuối mùa giải và gia nhập lại vào mùa giải 1970-71. Chorley gia nhập Cheshire League trong mùa giải 1972-73, kết thúc với vị trí á quân vào mùa giải 1975-76, và hai lần khác vào các mùa giải 1976-77 và 1981-82.
Chorley gia nhập lại Northern Premier League vào mùa giải 1982-83, và trở thành nhà vô địch vào mùa giải 1987-88, chứng kiến họ được thăng hạng lên Football Conference - hạng 5 của hệ thống giải bóng đá Anh. Chorley đã trải qua hai mùa giải tại Conference trước khi bị xuống hạng trở lại Northern Premier League mùa giải 1990-91.

### Thế kỉ 21
Chorley đã trải qua mười năm đầu tiên của thế kỷ 21 tại Northern Premier League Division 1, hạng 8 của bóng đá Anh (chia thành Northern Premier League North và Northern Premier League South năm 2007). Đội gần như luôn kết thúc mỗi mùa ở nửa cuối của bảng xếp hạng trong giai đoạn này, mặc dù họ đã đứng thứ năm vào cuối mùa giải 2002-03 và đủ điều kiện tham dự trận play-off thăng hạng, thua Radcliffe Borough trong trận chung kết. [cần dẫn nguồn] Chorley đã giành được suất thăng hạng lên giải Northern Premier League Premier Division vào cuối mùa giải 2010-11, đứng thứ 3 và tiếp tục đánh bại AFC Fylde 2-0 trong trận chung kết play-off.
Sau khi trải qua ba mùa giải ở Northern Premier League Premier Division, Chorley đã đạt được một suất thăng hạng hơn nữa với tư cách là nhà vô địch giải đấu 2013-14, chuyển đến Conference North (hạng 6 của Bóng đá Anh).
Trong mùa giải đầu tiên của họ ở Conference North, Chorley đã gần đạt được các suất thăng hạng liên tiếp khi xếp thứ tư và lọt vào trận chung kết play-off thăng hạng, nhưng để thua Guiseley 3-2. Cuối mùa giải đó, Garry Flitcroft từ chức và được thay thế bởi trợ lý huấn luyện viên, Matt Jansen.
Football Conference được đổi tên thành National League vào đầu mùa giải 2015-1 và Chorley về thứ tám ở National League North. Mùa giải tiếp theo, họ lại lọt vào trận chung kết play-off, thua 2-1 trước FC Halifax Town sau hiệp phụ.
Mùa giải 2017-18 chứng kiến Chorley lọt vào vòng play-off thăng hạng một lần nữa, nhưng họ đã bị Harrogate Town đánh bại 2-1 ở bán kết. Trước khi bắt đầu mùa giải 2018-19, huấn luyện viên Matt Jansen rời đi và được thay thế bởi trợ lý của ông, Jamie Vermiglio
Chorley đã có một khởi đầu suôn sẻ trong mùa giải 2018-19, giành chiến thắng trong bảy trận đấu đầu tiên và duy trì bất bại trong mười hai trận đầu tiên. Đội đã có phần lớn thời gian của mùa giải đứng đầu bảng, nhưng bị vượt qua ngay ở phút cuối bởi Stockport County, đội đã giành danh hiệu với một điểm, trong khi Chorley đứng thứ hai. Trong trận bán kết play-off, với tỷ số 1-1 sau hiệp phụ, Chorley đánh bại Altrincham 3-1 trên chấm phạt đền. Tỷ số trong trận chung kết giữa Chorley và Spennymoor Town, tại Victory Park, Chorley, là 0-0 sau 90 phút. Chorley vượt lên dẫn trước 1-0 trong hiệp phụ nhưng Spennymoor nhanh chóng gỡ hòa và thế là trận đấu chuyển sang loạt sút luân lưu, mà Chorley thắng 4-3, qua đó thăng hạng lên National League, hạng 5 của bóng đá Anh.

## Bất thường về tài chính
Trong tháng 10 năm 2011, một quan chức của Chorley F.C. đã bị bắt và được bảo lãnh vì nghi ngờ ăn cắp hơn 50.000 bảng Anh từ câu lạc bộ. Kết quả là câu lạc bộ buộc phải trì hoãn việc thanh toán cho các cầu thủ và phát động một chiến dịch cứu câu lạc bộ với sự giúp đỡ của các doanh nghiệp địa phương.
Vào tháng 3 năm 2013 Ian Daniels đã nhận tội tại Tòa án Preston Crown với các cáo buộc liên quan đến vụ trộm cắp từ câu lạc bộ. Người bảo vệ của anh ta, cựu kế toán câu lạc bộ Philip Haslam, đã nhận tội vài tuần trước đó. Cả hai người đàn ông đều nhận án tù giam.

## Sân vận động
Chorley thi đấu ở Victory Park. Sân có sức chứa 4.300, trong đó 2.800 chỗ ngồi có mái che và 900 chỗ ngồi có mái che.
Việc xây dựng Victory Park được hoàn thành vào năm 1920 với chi phí 1.000 bảng Anh. Sân vận động được đặt tên để kỷ niệm sự kết thúc của Chiến tranh thế giới thứ nhất. Sân rất khác so với Victory Park ngày nay, vì cả hai đầu của mặt đất đều tiếp xúc với thời tiết và không có bậc thang bê tông. Khán đài là một công trình kiến trúc bằng gỗ khiêm tốn có chỗ ở cho 600 người. Chorley, với số tiền 654 bảng do một chợ đặc biệt quyên góp, đã mua Victory Park vào năm 1926 với giá 868 bảng. Câu lạc bộ những người ủng hộ đã cung cấp 100 bảng.
Vào tháng 11 năm 1945, một đám cháy đã bùng phát và phá hủy khán đài chính bằng gỗ ngay sau khi nó bị bỏ trống sau trận đấu tại Cúp FA với Accrington Stanley, nơi có 4.019 khán giả tham dự. Khán đài thực tế đã bị phá hủy và rút ruột tất cả trừ các phòng thay đồ, và những nỗ lực của các nhân viên cứu hỏa không thể ngăn chặn việc mất mát tài sản, thiết bị thi đấu có giá trị. Công việc xây dựng khán đài mới bắt đầu vào năm 1947, với chi phí 5.500 bảng Anh - gấp 5 lần rưỡi giá ban đầu.

## Thống kê và kỉ lục
Peter Watson giữ kỷ lục về số bàn thắng ghi được nhiều nhất trong một mùa giải với 71 bàn (57 bàn) ở mùa giải 1960-61. Peter Watson cũng giữ kỷ lục ghi bàn nhiều nhất với 372 (287 giải đấu, 85 cúp) từ tháng 9 năm 1958 đến tháng 2 năm 1966.
Trận thắng đậm nhất của câu lạc bộ là chiến thắng 14-1 trên sân nhà trước Morecambe vào tháng 4 năm 1946. Trận thắng đậm nhất trong thời chiến là chiến thắng 16-0 trước Leyland Motors vào tháng 9 năm 1944.
Kỉ lục số khán giả cua Chorley là 15.153 v Preston North End tại Cúp FA, diễn ra tại Ewood Park, sân nhà của Blackburn Rovers vào ngày 6 tháng 12 năm 1986. Tại Victory Park kỉ lục số khán giả của Chorley là 9.679 trong vòng loại thứ tư tại Cúp FA trước Darwen vào ngày 15 tháng 11 năm 1932.

## Cầu thủ

### Đội hình đội một
Tính đến 23 tháng 5 năm 2020
Ghi chú: Quốc kỳ chỉ đội tuyển quốc gia được xác định rõ trong điều lệ tư cách FIFA. Các cầu thủ có thể giữ hơn một quốc tịch ngoài FIFA.
| Số | VT | Quốc gia | Cầu thủ                    |
| -- | -- | -------- | -------------------------- |
| 1  | TM | Anh      | Matt Urwin                 |
| 3  | HV | Anh      | Adam Blakeman              |
| 4  | HV | Anh      | Andrew Teague (đội trưởng) |
| 5  | HV | Anh      | Scott Leather              |
| 6  | TV | Anh      | Courtney Meppen-Walter     |
| 7  | TĐ | Anh      | Alex Newby                 |
| 11 | TĐ | Anh      | Elliot Newby               |
| 12 | HV | Anh      | Mark Ross                  |

| Số | VT | Quốc gia | Cầu thủ         |
| -- | -- | -------- | --------------- |
| 13 | TV | Anh      | Jake Cottrell   |
| 14 | TĐ | Anh      | Louis Dodds     |
| 16 | HV | Anh      | Lewis Baines    |
| 17 | TV | Ghana    | Nortei Nortey   |
| 19 | HV | Anh      | Antony Kay      |
| 21 | TM | Anh      | Danny Eccles    |
| 22 | TM | Anh      | Joe Anyon       |
| 24 | TV | Anh      | Taylor Brickell |
| 25 | TV | Anh      | Josh Agbozo     |

## Nhân viên câu lạc bộ
Tính đến tháng 4 năm 2019
- Life president: Brian Pilkington
- Chủ tịch: Ken Wright
- Phó chủ tịch/Thư kí: Graham Watkinson
- Giám đốc: Glen Hutchinson, Simon Denham, Chris Blackburn
- Huấn luyện viên:  Jamie Vermiglio
- Trợ lý huấn luyện viên:  Andy Preece &  Jonathan Smith
- Physio: Shannon Newsham & Paige Morris
- Trưởng tuyển trạch viên: Scott Redhead
- Huấn luyện viên U-21: Ben Howard
- Huấn luyện viên U-18: James Mallett
- Trưởng ban Truyền thông: Alex Birch
- Đội truyền thông: Chris Park & Oran Willis
- Groundsman: Ben Kay
- PA:
- Tannoy Spokesmen: David Gillett

## Cựu cầu thủ nổi bật
Những cầu thủ đã chơi cho Chorley cũng đã nhận được ít nhất một lần khoác áo đội tuyển quốc gia của họ:
- Mickey Walsh - tuyển thủ quốc gia Cộng hòa Ireland, người chiến thắng BBC Goal of the Season 1975.[21]
- Paul Mariner - tuyển thủ quốc gia Anh và vô địch Cúp FA và UEFA Cup.[21]

## Danh hiệu
- National League North
  - Thắng play-off 2018-19
- Northern Premier League
  - Vô địch 1987-88, 2013-14
  - Thắng play-off Division One 2010-11
- Lancashire Combination
  - Vô địch 1919-20, 1922-23, 1927-28, 1928-29, 1932-33, 1933-34, 1939-40, 1945-46, 1959-60, 1960-61, 1963-64
  - Á quân 1921-22, 1926-27, 1948-49, 1962-63, 1964-65, 1965-66
- Cheshire League
  - Á quân 1975-76, 1976-77, 1981-82[5]
- Lancashire League
  - Vô địch 1896-97, 1898-99
- Lancashire FA Trophy
  - Vô địch 1894, 1909, 1924, 1940, 1946, 1958, 1959, 1961, 1964, 1965, 1976, 1980, 1982, 1983, 2012, 2015, 2016, 2018
  - Á quân 2008, 2014